# Guy Vanhengel

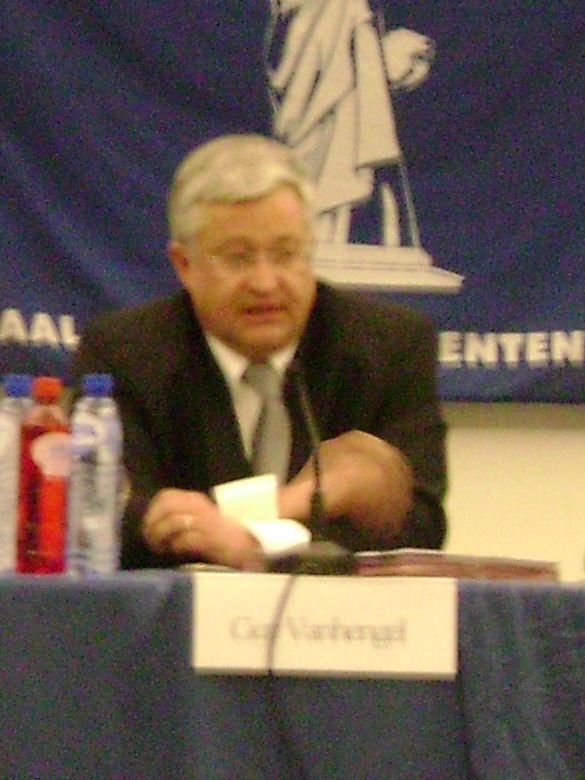
Guy Vanhengel (2010)

Guy Vanhengel (* 10. Juni 1958 in Brüssel) ist ein belgischer Politiker der Open Vlaamse Liberalen en Democraten (Open VLD). Vanhengel ist langjähriger Finanz- und Haushaltsminister in der Region Brüssel-Hauptstadt (2000 bis 2009 und von 2011 bis heute). Von 2009 bis 2011 war er auf föderaler Ebene Vizepremier- und Haushaltsminister in der Regierung Leterme II. Auf lokaler Ebene ist er seit 1989 Mitglied des Gemeinderats in Evere.

## Leben
Seine berufliche Laufbahn begann Guy Vanhengel im Jahr 1979 als Lehrer an der Kakelbontschool in Brüssel. Gleichzeitig arbeitete er als Informationsverantwortlicher für Radio Contact (1979 bis 1982) und als Mitarbeiter bei der flämischen Tageszeitung Het Laatste Nieuws (HLN) (1979 bis 1988). Nach Beendigung seines Wehrdienstes im Jahr 1982 begann die politische Laufbahn Vanhengels als Pressesprecher von Annemie Neyts-Uyttebroeck (PVV), der damaligen Staatssekretärin für die Region Brüssel-Hauptstadt. Wenige Jahre später wurde er Pressesprecher der PVV unter dem Vorsitz von Guy Verhofstadt (1984 bis 1985) und von Guy Verhofstadt selbst, als dieser Vizepremier in den Regierungen Martens VI und Martens VII (1985 bis 1988) war. Neben einigen anderen Mandaten übernahm Guy Vanhengel im Jahr 1988 die Funktion des Direktors der flämischen Tourismusagentur (Toerisme Vlaanderen), arbeitete jedoch bis 1989 als Kommunikationsverantwortlicher im Kabinett des damaligen Kulturministers der flämischen Regierung Patrick Dewael (PVV).
Selbst Mitglied des Gemeinderates in Evere, wurde Guy Vanhengel schließlich im Jahr 1989 Pressesprecher der PVV- und später VLD-Fraktion in der Abgeordnetenkammer und im Senat. Diese Funktion übte er bis 1995 aus, das Jahr, in dem er als Abgeordneter in das Parlament der Region Brüssel-Hauptstadt gewählt wurde. Dort war er von 2000 bis 2009 Minister für die Finanzen und den Haushalt. Von 2003 bis 2004 stieg er ebenfalls in die flämische Regierung unter Ministerpräsident Dewael ein, nachdem Bert Anciaux (VU) wegen interner Parteistreitigkeiten zurückgetreten war. Das Jahr 2009 brachte zahlreiche Änderungen für Vanhengel. Da der damalige Außenminister Karel De Gucht (Open VLD) in die Europäische Kommission befördert wurde, um dort Louis Michel (MR) zu ersetzen, wurde Guy Vanhengel in die Föderalregierung unter Herman Van Rompuy (CD&V) als Vizepremierminister und Haushaltsminister befördert.
Dasselbe Amt behielt er in der Nachfolgeregierung Leterme II unter Yves Leterme (CD&V). Als die Open VLD unter dem Vorsitz von Alexander De Croo im April 2010 nach erfolglosen Verhandlungen rund um die Spaltung des Wahlkreises Brüssel-Halle-Vilvoorde (BHV) beschloss, die Föderalregierung zu verlassen und somit vorgezogene Neuwahlen auslöste, bei denen die Partei zahlreiche Stimmen verlor, gehörte Vanhengel, der mittlerweile zum einen der Tenöre der Open VLD avancierte, zu den Kritikern der Vorgehensweise des Parteipräsidenten.
Als die Leterme-Regierung 2011 durch die neue Regierung unter Elio Di Rupo (PS) abgelöst wurde, verließ Guy Vanhengel die föderale Ebene um erneut Haushalts- und Finanzminister in der Brüsseler Region zu werden. Dieses Amt hat er auch nach den Regionalwahlen vom 25. Mai 2014 weiterhin in der jetzigen Regierung unter Ministerpräsident Rudi Vervoort (PS) inne.

## Übersicht der politischen Ämter
- 1983 – 1989: Mitglied des ÖSHZ-Rates in Evere
- 1989 – heute: Mitglied des Gemeinderates in Evere
- 1995 – 2010: Mitglied des Parlamentes der Region Brüssel-Hauptstadt
- 1999 – 2000: Vorsitzender des Rates der Flämischen Gemeinschaftskommission (VGC)
- 2000 – 2004: Minister der Region Brüssel-Hauptstadt für die Finanzen, den Haushalt, den öffentlichen Dienst und die Außenbeziehungen; zuständig für Unterricht, Ausbildung und den Haushalt in der VGC; zuständig für Personenhilfe und den öffentlichen Dienst in der gemeinsamen Gemeinschaftskommission
- 2002 – 2003: Flämischer Minister für Sport und Hauptstadtangelegenheiten
- 2004 – 2009: Minister der Region Brüssel-Hauptstadt für die Finanzen, den Haushalt, die Außenbeziehungen und Informatik; zuständig für Unterricht und den Haushalt in der VGC; zuständig für Gesundheit und den Haushalt in der gemeinsamen Gemeinschaftskommission
- 2009 – 2011: Vizepremierminister, Minister für den Haushalt in den Regierungen Van Rompuy und Leterme II
- 2011 – 2014: Minister der Region Brüssel-Hauptstadt für die Finanzen, den Haushalt, den öffentlichen Dienst und die Außenbeziehungen
- 2010 – 2014: Mitglied der föderalen Abgeordnetenkammer
- 2014 – heute: Mitglied des Parlamentes der Region Brüssel-Hauptstadt
- 2014 – heute: Minister der Region Brüssel-Hauptstadt für die Finanzen, den Haushalt, die Außenbeziehungen und die Entwicklungszusammenarbeit